# Еспаньола (нос)
Носът Еспаньола (на английски: Spanish Point) свободен от лед морски нос на остров Ливингстън, образуван от разклонение на хълм Еспаньола. Разположен 1,34 km североизточно от нос Хесперидес и 4,07 km на изток-югоизток от нос Смолян.
Наименуван е в знак на признателност за испанската логистична подкрепа за българските антарктически кампании. Името е официално дадено на 16 март 1994 г.
Българско топографско проучване: 1995/96, 1998/99. Испанско картографиране от 1991 г., българско от 1996 г., от 1999 г., от 2005 г. и от 2009 г.

## Карти
- L.L. Ivanov et al, Antarctica: Livingston Island, South Shetland Islands (from English Strait to Morton Strait, with illustrations and ice-cover distribution), 1:100000 scale topographic map, Antarctic Place-names Commission of Bulgaria, Sofia, 2005
- Л. Иванов. Антарктика: Остров Ливингстън и острови Гринуич, Робърт, Сноу и Смит. Топографска карта в мащаб 1:120000. Троян: Фондация Манфред Вьорнер, 2009. ISBN 978-954-92032-4-0
- Л. Иванов. Карта на остров Ливингстън. В: Иванов, Л. и Н. Иванова. Антарктика: Природа, история, усвояване, географски имена и българско участие. София: Фондация Манфред Вьорнер, 2014. с. 18 – 19. ISBN 978-619-90008-1-6